# Bernhard Stempfle
Bernhard Stempfle (Múnich, 17 de abril de 1882-1 de julio de 1934) fue un periodista y sacerdote católico alemán. Una parte de la historiografía ha sostenido que colaboró con Adolf Hitler en la redacción de Mi lucha, siendo asesinado en la conocida como noche de los cuchillos largos.

## Biografía
Stempfle fue ordenado sacerdote en 1904. Ingresó en la Orden de San Jerónimo en Italia. En los años previos a la Primera Guerra Mundial escribió para el Corriere della Sera y otros periódicos alemanes e italianos. Al estallar la guerra regresó a Múnich, llevó a cabo labores pastorales en la universidad y estableció contactos con elementos católicos reformistas (que se oponían al catolicismo político y a los políticos que tachaban como demasiado dispuestos a llegar a acuerdos con judíos y socialistas "ateos") de la ciudad, especialmente con el clero de la corte nacionalista radicado en la iglesia de los Teatinos. En 1919 comenzó a publicar en el Münchener Beobachter, donde escribiría a menudo acerca de la destructiva influencia del ateísmo judío y a favor de la aceptación moral y la necesidad de llevar a cabo una despiadada persecución a los judíos —incluso por medio de pogromos— para defender la fe y las instituciones de la Iglesia católica, y del ejemplo dado durante años por los líderes antisemitas en el seno de la jerarquía católica. Hacia 1920 ejercía como dirigente de la organización secreta antirrepublicana Kanzler (Orka) y en 1923 trabajaba como editor jefe del diario antisemita Miesbacher Anzeiger y era ya considerado como una destacada personalidad periodística dentro del más amplio movimiento völkisch-antisemita de la católica Baviera. También desempeñaba labores como confidente de Hitler.
Dada su creciente notoriedad dentro del nazismo, se convirtió en blanco de las burlas socialdemócratas y fue caricaturizado como el obispo antisemita de Miesbach. Por entonces idealizaba a Hitler y criticaba al partido centrista BVP y a sus supuestos patrocinadores judíos. Según el fotógrafo personal de Hitler Heinrich Hoffmann, Stempfle visitaba con frecuencia Múnich y pertenecía al círculo íntimo de Hitler, al que solía acompañar "en su mesa del Café Heck" y asesoraba en cuestiones religiosas.
Diversos autores y testigos, como Konrad Heiden y el "apóstata" nazi Otto Strasser, han sostenido que Stempfle no solo corrigió las pruebas de imprenta de Mi lucha sino que también reelaboró algunos pasajes. Sin embargo, el historiador y biógrafo de Hitler Alan Bullock ha cuestionado este extremo. El hecho de que Stempfle publicase una dura crítica del libro en el Miesbacher Anzeiger reforzaría la tesis de Bullock.
En julio de 1934, tras haber sido deportado al campo de concentración de Dachau, el cuerpo de Stempfle apareció en un bosque cerca de Harlaching. Su muerte ha sido atribuida a una fractura del cuello, mientras que otras fuentes apuntan la posibilidad de que hubiera recibido varios disparos al corazón "mientras trataba de huir". Tampoco hay acuerdo acerca de las motivaciones de su asesinato. Para algunos, es posible que poseyera mucha información sobre el pasado y la vida personal de Hitler, en particular respecto a la muerte de la sobrina de este, Geli Raubal. Otras versiones sostienen que fueron quizá las críticas vertidas sobre Christian Weber, al que acusaba de conducta inmoral y regentar un burdel, las que resultaron determinantes en su final.